# Заколи
Заколи — річка в Молдові й Україні у межах Болградського району Одеської області. Ліва притока річки Чаги (басейн Чорного моря).

## Опис
Довжина річки 18 км, похил річки 4,4 м/км площа басейну водозбору 116 км², найкоротша відстань між витоком і гирлом — 13,82 км, коефіцієнт звивистості річки — 1,30. Формується притокою, декількома струмками та загатами. На деяких ділянках річка пересихає.

## Розташування
Бере початок на південно-західній стороні від села Опач. Тече переважно на південний захід через села Звьоздочку, Українку, Єлизаветівку і впадає в річку Чагу, ліву притоку річки Когильника.

## Притоки
- Токузи (права).

## Цікаві факти
- Від гирла річки на південно-східній стороні на відстані приблизно 1,38 км пролягає автошлях Т 1644[3] (автомобільний шлях територіального значення в Одеській області. Проходить територією Болградського району через пункт контролю Лісне — Буджак — Соборне — Бессарабське — Малоярославець 1. Загальна довжина — 59,9 км.).